# Piggabeen
Piggabeen är en ort i Australien. Den ligger i kommunen Tweed och delstaten New South Wales, i den sydöstra delen av landet, omkring 670 kilometer norr om delstatshuvudstaden Sydney. Antalet invånare är 226.
Runt Piggabeen är det tätbefolkat, med 286 invånare per kvadratkilometer.. Närmaste större samhälle är Tweed Heads, nära Piggabeen. 
Trakten runt Piggabeen består huvudsakligen av våtmarker. Genomsnittlig årsnederbörd är 1 876 millimeter. Den regnigaste månaden är januari, med i genomsnitt 327 mm nederbörd, och den torraste är oktober, med 40 mm nederbörd.